# HafenCity Universität (metrostation)
HafenCity Universität is een metrostation in het stadsdeel HafenCity van de Duitse stad Hamburg. Het station werd geopend op 29 november 2012 en wordt bediend door lijn U4 van de metro van Hamburg.